# Graeme Gilmore
Graeme Gilmore (* 29. Juni 1945 in Melbourne) ist ein ehemaliger australischer Radrennfahrer.
Schon im Alter von 17 Jahren wurde Graeme Gilmore Profi-Rennfahrer. 1967 siegte er im Rennen Melbourne to Warrnambool Cycling Classic. Nachdem er 1967 Australischer Meister im Straßenrennen geworden war, kam er nach Europa, um hauptsächlich Sechstagerennen zu fahren. Insgesamt startete er bei 101 Sechstagerennen, von denen er zwölf gewann. Unter seinen Partnern waren Patrick Sercu, Dieter Kemper und Klaus Bugdahl. Sein erstes Sechstagerennen gewann er in der Saison 1966/1967 in Launceton mit Syd Patterson als Partner. 1972 wurde er Radsportler des Jahres in Australien. 1977 beendete Gilmore seine Radsport-Karriere, kehrte nach Australien zurück und eröffnete einen Baustoffhandel. Er ist der Vater des Sechstagefahrers Matthew Gilmore, der in Belgien geboren wurde, und ein Schwager des Radrennfahrers Tom Simpson.